# 野菊の墓 (映画)
『野菊の墓』（のぎくのはか）は、伊藤左千夫の同名小説を原作とし、1981年8月8日に公開された東映東京撮影所、サンミュージック製作、東映配給の日本映画である。松田聖子の初主演作、及び澤井信一郎の初監督作品。カラー、ビスタサイズ、映倫番号:110419/110419-T1(特報)/110419-T2(予告編)。

## 概要
1955年の『野菊の如き君なりき』（監督：木下惠介）、1966年の『野菊のごとき君なりき』（監督：富本壮吉）に続く3度目の映画化。初めて原作と同名タイトルで映画化された。

## スタッフ
- 製作：高岩淡、相澤秀禎
- 企画：吉田達、高村賢治
- 原作：伊藤左千夫
- 脚本：宮内婦貴子
- 監督：澤井信一郎
- 撮影：森田富士郎
- 照明：梅谷茂
- 録音：林鉱一
- 美術：桑名忠之
- 音楽：菊池俊輔
- 編集：西東清明
- 助監督：森光正
- 記録：宮本衣子
- 演技担当：和田徹
- 音響効果：沢地正幸
- 装置：中村文栄
- 装飾：新井栄治
- 美粧：入江荘二
- 美容：宮島孝子
- 衣裳：堀口栄
- スチール：加藤勝雄
- 宣伝担当：坂本年文
- 進行主任：小島吉弘、高井義典
- 現像：東映化学
- 協力：CBSソニー、アイエス、松本グリーンホテル、鈴乃屋、江崎グリコ、東映美術センター

## 出演
- 民子：松田聖子

- 政夫：桑原正（新人）

- 戸村新吉：愛川欽也
- お増：樹木希林

- 常吉：湯原昌幸
- 斎藤初子：赤座美代子
- 斎藤喜一郎：村井国夫

- 戸村せい：白川和子
- 瞽女：叶和貴子
- 北城真記子
- 渡しの乗客：常田富士男、沢竜二

- 武内文平
- 嘉吉：相馬剛三
- 軍治：団巌
- 文伍：高月忠
- 幸助：奈辺悟
- 農夫：沢田浩二
- お浜：大井小町
- お仙：酒井愛美
- 小甲登枝恵
- 高野隆志
- 清二：泉福之助
- 渡しの船頭：佐川二郎
- 美原亮三
- 大家博
- 人力車夫：村添豊徳、大島博樹、森田正雄
- 須藤芳雄
- 小山昌幸
- 平六：藤木武司
- 忠吉：大栗清史
- 渡しの乗客：田倉しの

- 斎藤きく：加藤治子
- 50年後の政夫：島田正吾
- 斎藤豪三郎：丹波哲郎（特別出演）

- 以下ノンクレジット
- とめ：岩城徳栄
- 芳春：坂本良春

## 主題歌
- 松田聖子「花一色〜野菊のささやき〜」

作詞：松本隆 作曲：財津和夫 編曲：瀬尾一三

## 製作

### 企画
企画は東映プロデューサー・吉田達。吉田は東陽一監督が1979年に『もう頬づえはつかない』を低予算で製作しながら大ヒットさせた手腕に感心し、劇場に女性客が多いことに驚いた。女性客は画面の軽快なナウい会話に、一々反応して楽しんでいる、東映調とは全く違った洋画テイストと、さりげないエンディングに興奮した。さっそく東と組み、烏丸せつこ主演で『四季・奈津子』（1980年）を製作し、当時の日本映画では珍しい女性映画を小ヒットさせた。また東映本社近くの喫茶店に入ったとき、若いカップルの行動を観察していたら、主導権が女性が持っていることに気づいた。女性が観たい映画を男性も付き合っている、それなら、自分の大好きな木下惠介監督の『野菊の如き君なりき』をリメイクして、女性が泣ける『野菊の墓』をやってみたい、主演は人気が急上昇していた松田聖子で作ってみたい、と思いついた。吉田は東映が全社的に荒々しいタッチの映画に傾斜していく中、女性路線は諦め、会社の意向に沿う企画を心がけていたが、先輩女優もおらず、男優オールスターに囲まれながら自力で育った佐久間良子と三田佳子に対する思いがあり、いつかまた女性映画を手掛けてみたいという気持ちを持ち続けていた。吉田は岡田社長の指示で、1977年から角川春樹に、1978年から西崎義展の担当プロデューサーとして三年半、外部出向し、プロデューサー主体の映画作りを勉強させられていた。
しかし問題はその岡田茂東映社長の説得。岡田は1971年の社長就任以降、1978年まで副社長、専務どころか、常務すら一人も置かず、1986年にようやく専務を置いたが、長く自分以外に役員を置かない完全なワンマン体制を敷いていて、代表権者を盾に、岡田好みの企画しか絶対に通さず、岡田が了解しなければ東映で映画は製作されなかった。
ある日、企画会議で岡田が「ヤクザ映画は男性が女性を連れてくる」と言ったため、吉田はすかさず手を挙げ「『クレイマー、クレイマー』を観ているカップルは、男性は眠っていて女性が涙しています。今は女性が男性を連れてくる時代なんです」と意見したら、「そんなことわかっとる!!」と30分間説教された。岡田は撮影所長時代は企画者たちを週に一度集めて話し合いをしていたが、社長になってからは「プロデューサーはアイデア勝負だから、いつでも社長室に来い」とプロデューサーに伝えていた。吉田が「女性が泣ける『野菊の墓』をやりたいんです！」と岡田に訴えたら、案の定、「松竹に持って行け!」と言われて終わり。検討すらされなかった。
企画が通る前の1980年10月25日、吉田は新宿コマ劇場横のアマンドで、松田聖子の所属事務所・サンミュージック・森口健専務と交渉。「東宝から既に松田聖子主演企画が持ち込まれている」といきなり言われ、目の前真っ暗に。ハードタッチの東映からの話に「それで..東映さんはどんな企画で？」と不安そうに言われた。ところが「『野菊の墓』を」と伝えると森口の顔が途端にほころんだ。サンミュージック企画部の第一位案が『野菊の墓』だった。こんなことは滅多になく、単なるアイドル映画ではなく、きちんとした文芸作品に松田聖子を主演させるという基本線も全く森口と意見が一致した。サンミュージック・相澤秀禎社長の了解も得て、撮影に充てる10ヶ月先に約二週間の松田のスケジュールを押さえてもらった。しかし岡田社長がなかなか企画を通してくれない。人気絶頂になりつつあった松田聖子をせっかく押さえたのにその価値が分かってもらえない。何度も岡田にアタックをかけてもダメで、困り果て営業のトップである鈴木常承営業部長に岡田の説得を頼み、1980年11月12日、東映本社で行われた映画企画プロジェクト会議にて、岡田がようやく企画を承認した。会議終了間際に岡田が「ドスもピストルも出てこない映画を、俺もOKする時代になったか」と言ったら、一同爆笑した。
サンミュージックサイドとしては、松田が郷ひろみとの噂が立ち始めたため、その対応策としてサンミュージックと所属レコード会社・CBS・ソニーとで話し合いがもたれ、CMを持っていた資生堂から「噂が立てば、レコードの売り上げが落ちることは否定できません」と示唆され、松田を郷のイメージに固定させないために企画されたとされる。山口百恵と三浦友和のように、映画やテレビドラマの共演を切っ掛けに、恋人関係に発展したケースも多く、またファンもそのように見ることも多いことから、それを期待したものと考えられる。
1980年暮れにかけての松田の人気爆発で、東宝、松竹も松田の映画主演企画を連日、サンミュージックに売り込む事態となったが東映が選ばれた。松田に『野菊の墓』出演が伝えられたのは1981年の正月で、松田は内容は忘れていたが、中学の時に原作を読んだことがあり引き受けたという。撮影が始まる5月までに髪を伸ばしてカツラでなく、自分の髪で民子の髪型に結いたいと最初は話していた。

### 監督
吉田が岡田社長にサンミュージックの意向を伝えると、岡田は監督に市川崑を構想。1980年11月27日、吉田に交渉に行かせた。自身は東映本社で待機。しかし市川には「"派"が違う」と断られた。青山の市川の事務所から銀座の本社まで帰路に着く10分間のタクシーの車内で、吉田は算段を巡らせた。「予算が多くない中、大監督に断られた以上、若い意欲とフレッシュな感性を起用して、ギャラの差を製作費に投入できないか、そうだ、社員のチーフ助監督の澤井信一郎が純粋な作品をやりたいと言ってたな」と考えていたら、あっという間に本社に到着し、社長室に直行。市川に断られたと報告すると岡田は"派"の話に感心した。続いて先の発想を上申すると岡田に「誰かいるか？」と言われたので、「澤井チーフ助監督が、二、三週間、日曜になると我が家に来て『野菊の墓』の監督は私以外にない、是非、監督させてくれ、と強烈に迫っています。彼の情熱に応えて、監督に起用させて下さい」と真剣に頼むと、「よし、じゃあ澤井を呼べ」と言われ、翌日、吉田と澤井で岡田に会い、澤井の監督起用が決まった。澤井も木下監督の『野菊の如き君なりき』が好きだったこともあり引き受けた。澤井も「これが最後の依頼だろう」と思った。何も知らない澤井には、咄嗟に作り話をした事情を説明し、岡田の前では話を合わせてくれと頼んでいた。吉田は「岡田社長は自分の嘘は見抜いていながら、社長のプロデューサー的感覚が、澤井の才能を認めて起用に賛成してくれた。才能は、才能を認めて伸ばしてくれる上司がいなければ育たない見本だと思う」と話している。
澤井は助監督歴20年、42歳にして初監督作。1965年の村田英雄主演・マキノ雅弘監督の『任侠男一匹』に助監として初めて就き「マキノ監督が村田を嫌ってどうでもええという感じで撮ったヒドイ映画に就いて、東映東京で作る作品は全部助監で就いた」と豪語。30歳を過ぎた頃から、本作のプロデューサー・吉田達らに何度も監督昇進を打診されていたが、企画が気に入らないと何度も見送って「断り魔」のようになり、さらに1970年代後半から大作主義が来て、東映も自社製作が減り、監督をするチャンスは減った。監督デビュー作は1974年の『任侠花一輪』の予定だったが、脚本の村尾昭と揉め辞退した。東映社員の新人監督抜擢は1976年『横浜暗黒街 マシンガンの竜』の岡本明久以来で、しばらく新人監督登用がなかったため、撮影所の熱気が上がり、全員で澤井新監督をバックアップした。澤井は「全編に渡り、木下さんの物真似にならないよう、どこまで木下さんから離れるか苦労した」と述べている。

### 製作発表
1981年2月10日、東映本社8階会議室で、岡田茂東映社長、高岩淡東映常務、吉田達東映プロデューサー、相澤秀禎サンミュージック社長、澤井信一郎監督、松田聖子の6名が列席し、企画発表が行われた。岡田東映社長は「相澤氏の全面協力を受け、松田聖子の主演でお盆作品として期待している。この作品を東映の新たな進路としてヤングを総動員してみたい」と話した。相澤サンミュージック社長は「松田聖子を東映に全面的にあずけた。最初は原作ものを考えていたので、この『野菊の墓』はぴったり。主題歌になるようなものも考えている」と話した。松田はサンレモ音楽祭から帰国した翌日に出席。「デビューして1年になるが、素晴らしい役が出来てうれしい。前作は見ていないが、原作を読んで民子に感激した。映画は初めてなので、一生の思い出になるように、頑張っていい作品にしたい」と話した。この日の会見で松田は映画で演じる民子の衣装で出席したが、別の日に同じ衣装でマスコミ披露もあった。サンミュージックは『野菊の墓』1本だけではなく、今後も積極的に協力したいと岡田東映社長に申し入れ、両者は松田聖子を東映の盆暮（夏休みと正月興行）の看板にしたいと構想した。百恵・友和映画がなくなったため、松田聖子の人気をもってすれば、東映は大きなチャンスではないかという見方もあり、関係者は「『野菊の墓』の成否により、今後の聖子の動向が決まる」と見ていた。

### ヤング指向路線
"アイドル映画"は東映は得意と言えず、東宝や松竹の方が実績があった。松田の所属事務所であるサンミュージックの先輩タレント、森田健作や桜田淳子は、松竹が製作するケースが多かった。松竹は、盆と正月に「男はつらいよ」をロングラン上映していたため、盆と正月に松田聖子の映画を看板にすることは出来なかった。「東映が最も東映らしからぬ映画を製作すること自体が驚き」と言われた。

### ポスト百恵
松田聖子の相手役を一般公募するパターンは、東宝の百恵・友和コンビが歩んだ道を踏襲したものであった。製作発表が行われた1981年2月の時点で松田は"ポスト百恵"と目される人気ナンバー1歌手と評されており、「山口百恵引退後、アイドル歌手ナンバー1の座についた松田聖子が、映画の世界でも"ポスト百恵"をめざした主演第一作」と宣伝された。マスメディアでも「松田聖子が"ポスト百恵"の座を獲得するかどうか、最初の映画『野菊の墓』にかかっている」と書かれた。当時の芸能界は、山口百恵のように映画、テレビドラマに積極的に進出しなければ、歌だけのアイドルの人気は長持ちしないと見られていた。デビュー直後の松田聖子は、歌手と女優の両面で語られる山口百恵のような存在になることを、当初は目指していたものと考えられる。松田自身もそれを意識していたといわれる。山口百恵は、1975年の正月映画『伊豆の踊子』から、1981年の正月映画として引退記念映画『古都』が公開されるまで、5年の間、ホリプロと東宝で年2本、主演映画がコンスタントに製作され、興行の重要期間である正月とゴールデンウイークか、夏休みに公開された。岡田東映社長は、「東宝が山口百恵で売っていた8月を今度は東映で頂く。人気絶大となった松田聖子を夏の勝負どころに出す」などと話した。
松田聖子の売り出しは、サンミュージック社長・相澤秀禎がテレビCMの活用を第一戦略に据え、当時"スターへの登龍門"といわれた資生堂と江崎グリコのCM出演のうち、まず1980年4月に資生堂の洗顔クリーム「エクボ」のCMソングに起用された。同月、これも"若手アイドルの登龍門"といわれた『レッツゴーヤング』（NHK）に他の歌手に決まっていたサンデーズの代役メンバーとしてレギュラー出演。山口百恵と同じレコード会社であるCBS・ソニーが、松田聖子を"第二の百恵"にしようと巨額な資金を用意して売り出しにかかり、サンミュージックが異例中の異例の大バクチといわれた3000万円、CBS・ソニー4000万円の総額7000万円を用意した。1980年夏あたりから、マスメディアが言い始めた"ポスト百恵"の候補の一人になり、二曲目の『青い珊瑚礁』が、江崎グリコのアイスクリーム・ヨーレルのCMソングとなり、高野連から夏の甲子園入場行進のテーマソングに推薦され、甲子園出場チーム全選手アンケートで人気ナンバーワンアイドルにも選ばれ関係者を驚かせた。各プロダクションがラインナップした新人も強力であったが、田原俊彦と共演するグリコチョコレート/セシルチョコレートのCM出演が決まった1980年9月以降は、"二重丸の本命"、"ポスト百恵"の最有力、"ポスト百恵"の第一候補などと呼ばれ始めていた。

### 野菊の墓
『野菊の墓』は、山口百恵が主演映画デビューする際、『伊豆の踊子』『絶唱』とともに、候補に挙がっていた作品で、百恵のデビュー作が『伊豆の踊子』と決まった時点で『絶唱』『野菊の墓』など、百恵主演の名作路線も検討され、百恵の文芸シリーズは路線化された。第二弾は『潮騒』になったが、第三弾の選定の際に『野菊の墓』は『絶唱』『たけくらべ』と共に最終候補に残り、『野菊の墓』が第三弾に決定したと報道されたこともあった。結果的に『野菊の墓』にならなかったのは、百恵・友和のコンビでは、お兄ちゃんイメージのある三浦では『野菊の墓』の政夫イメージにそぐわなかったものと見られ、『野菊の墓』が山口百恵主演でテレビドラマ化され、土曜ワイド劇場枠（テレビ朝日、1977年7月9日放送、西河克己監督）で製作された際の相手役は、三浦ではなく佐久田修だった。他にも過去に各社で企画が挙がったことがあり、東映が1965年の正月映画として本間千代子・岡崎二郎コンビで、1975年には、日活が一般映画として谷口世津主演で映画化しようとしたがいずれも中止になった。

### キャスティング
政夫役は一般公募オーディションで16歳から22歳までの男性と規定され、2万人の応募の中から、1981年3月19日に最終オーディションが行われ、選ばれた当時16歳の高校生・桑原正（くわはら まさし）。当時の『キネマ旬報』にも2万1000人の中から選ばれたと書かれているが、監督の澤井信一郎は、何故か「"2000人"くらいの応募で、書類選考で100人くらいを選び、自身が桑原を選んだ」と話している。松田聖子の大ファンだったクリス松村も同じオーディションを受けたが落ちたという。脇を固める役者はスタッフで討議して決められたが、澤井は助監督時代が長かったため、過去に仕事をした人がほとんどだった。初めてだったのは、村井国夫、加藤治子、白川和子の三人。特別出演の丹波哲郎は、澤井と親しいことから監督デビュー作のお祝いにとノーギャラ出演。お増役の樹木希林は、澤井が樹木さんしかいないと、樹木と知り合いの高村賢治プロデューサーに必死に口説いてもらった。当時樹木は離婚問題などで忙しく、松田聖子のスケジュールの他、樹木のスケジュールに合わせて撮影が行われた。樹木、加藤治子、赤座美代子の三人が演出に対してうるさかったという。

### 脚本
脚本の宮内婦貴子は、山口百恵主演の『風立ちぬ』（1976年）の脚本を書いていることからの起用であるが、澤井とはかなり揉めた。澤井は助監督というより、脚本家として大泉では通っており、一家言を持つため、脚本家と大抵揉める。『シナリオ』に掲載された宮内名義のシナリオ決定稿について澤井は、「プロデューサーに許可を取って90％、自分が書き直したもの。宮内さんが書いた第一稿は15分のテレビドラマを4～5本分、団子の串刺しにしたもので、とても映画化に耐えられないシロモノだった。宮内さんはプライドの高い人なので、お互いの意見を出し合って、脚本の内容をたたき直すという作業が出来なかった」などと話している。澤井は木下さんの物真似にならないようにと話していたが、脚本は木下版とほぼ同じで宮内脚本が必要だったのか分からない。民子は政夫といとこで、2歳年上であることに終始悩み続けるが、これに気付いた本家の大奥さんである斎藤きく（加藤治子）に「世間から後ろ指を指されるようなことを私が喜ぶとで思っているのかい！」などと言われ、たったの2歳年上の姉さん女房になりたい民子をなじる。この点は木下版より強調されている。

### 衣装
本作で松田聖子を演出するにあたり、大きな問題となったのがカツラ。『野菊の墓』は明治時代の設定で、しかも農家の娘では断髪もままならない。澤井は、すっぽりと被る全カツラでなく、おでこの生え際の毛を生かし、自然に見えるカツラにしたいと考えたため、おでこは全て見えることになる。しかし松田は当時、日の出の勢いで「聖子ちゃんカット」と呼ばれるヘアスタイルが大人気。常に前髪をたらし、決しておでこを見せないという神話の中にいた。松田も広いおでこは自身の欠点と分かっていて、おでこをさらけ出すのは屈辱的に感じ、おでこの出るカツラを嫌がった。プロデューサーの吉田は、松田の所属事務所に遠慮し、おでこを見せてくれとは言い辛く、前髪をたらしたカツラでもいいんじゃないかと提案したが、澤井が「毅然とした態度で緒戦に望まないと、後で雪崩現象を起こす」と、松田との初顔合わせのとき、はっきり「おでこを見せますよ」と伝えた。松田も所属事務所も理解してくれ、松田聖子が初めておでこを見せた、などと新聞に取り上げられるほどのニュースになった。澤井は「たとえアイドルであっても一切気を遣わないで撮影する」と宣言した。
コントラストを上手く出すため、絣の着物を派手なものから地味なものまで20着を用意した。

### カメラ
東映東京撮影所にも多くのカメラマンがおり、新人監督の作品に他社からカメラマンが来ることは本来有り得ないが、森田富士郎は、東映で西崎義展プロデュース、吉田達プロデュース補佐、吉田喜重監督で企画されていた『望郷の時』という作品が流れ、吉田から「時代を心得た丁寧な画質が是非とも必要」と口説かれ、本作に参加した。初めての東京撮影所での撮影で、撮影照明スタッフに全く面識がないため、不安がる森田に吉田は「全員、メジャー東映組織の社員です。吟味しています。問題ありません」と説得した。澤井は「自分の知らない光と影の使い方に驚いた」、「ポジション、アングル、光線...どれ一つとっても非常に落ち着いて、まったく僕の思い通りに仕上げていただいた。すごく感謝しています」などと話している。1971年の大映倒産後フリーだった森田は、本作以降、翌年の『鬼龍院花子の生涯』など、東映の文芸大作を多数手がけた。

### ロケハン
"ロケハンの虫"澤井は、監督を引き受けてすぐ、1980年11月末から美術と製作スタッフ3人と6ヶ月ロケハン。原作は千葉県松戸市矢切村の江戸川べりだが、近辺に畑がないなど、イメージする場所がなく当地で撮影はされなかった。映画で政夫の実家設定にした醤油醸造の工場は、森田が参加したロケハンで埼玉県狭山市の外れに小規模ながら営業を続けていた醤油工場の旧家を見つけた。この旧家の構造・材質などを参考に東京撮影所に民家や土蔵、路地、内部のセットが作られた。醤油工場は表側が埼玉で、裏側は群馬県藤岡市の酒屋。この酒屋で松田ら俳優参加のロケが行われた。小舟が擦れ違う川は、群馬県の利根川上流。景色は色々な箇所を合わせたもの。

### 撮影
最初は20日間の撮影スケジュールを約束してもらっていたが、1981年に入って松田の人気が更に上昇したため、サンミュージックから「10日間で撮影して欲しい」と申し出があった。交渉の末、何とか粘り20日間のスケジュールを確保。スケジュールも長野県などに泊りがけで行けるように理解を示し、一週間のうち、他のレギュラー番組の関係で、火、水、木曜の3日、4日続けて時間を取り、これを二か月の間、数週に分けて計19日間、22日間を確保してくれた。澤井は『野菊の墓』のためにサンミュージックは数億円損をしたのでないかと話している。山口百恵の主演デビュー映画『伊豆の踊子』で山口の撮影にあてられた期間は僅か一週間だった。木曜日の『ザ・ベストテン』（TBS）で、撮影所とロケ先が計4回あり、4回とも撮影地で生中継された。澤井も4回ともテレビに映っている。
松田聖子の映画初出演にサンミュージックも大ノリで、シャワー、トイレ、冷蔵庫付きのロケ用にシボレー81年型のキャンピングカーを1000万円で購入した。畑の真ん中のロケで、ファンに取り囲まれてはトイレもままならないという状況への配慮であった。会社所有のもので、松田の専用車というわけではなかったが、日本の俳優でキャンピングカーを持っていたのは当時でも勝新太郎と石原裕次郎ぐらいで、女優では初めてだった。映画全盛時代なら「新人のくせに生意気な」と総スカンを食らうとこであったが、特に反撥もなく、新人女性アイドルに頼らざるを得ない映画界の現状を象徴した。本来は制作側で用意すべきものだが、東映に予算はなかった。しかしこの目立つキャンピングカーのおかげで、松田が乗っていることがバレ、ロケ移動に護衛隊と称する若者のオートバイが何10台も続いた。

### 撮影記録
松田聖子自身による撮影日記を含む。
1981年5月12日、東映東京撮影所でクランクイン。東京撮影所のメイクは控え室で行うが、松田に割り当てられた3号室の向かい側が高倉健、隣が菅原文太の部屋でビックリする。初日は松田の雑巾がけのシーンの収録が行われたが、雑巾がけは縁のない世代で苦労した。しかし松田は何度もNGを出しながら根性でやりきり、スタッフにも好感を持たれた。松田に好印象を持った澤井を筆頭にスタッフ50人全員で、松田のファンクラブに加入し、吉田プロデューサーが四谷の後援会事務所に手続きにいったら、担当者から「急に平均年齢が上がってしまう」と笑われた。夜8時に撮影が終わり、キャンピングカーで翌日のロケ地、群馬県甘楽町に向かう。ホテルに到着するとファンが集まっていてスケジュールは公表してないのに驚く。
5月13日、早朝から甘楽町ロケ、綿畑、峠などで走るシーン。地元の小学生が何百人も押しかける。「アイドルであっても一切気を遣わないで撮影する」と澤井が宣言した通り、ロケ初日に「聖子ちゃんカット」の魅力を完全に封印し、おでこ全開で走ってくる松田をスローモーションで捉えたオープニングショットなど、当時の家政婦の恰好である桃割れに絣の着物、もんぺに草鞋履きの松田に朝から晩まで走らせ、同行したサンミュージックスタッフに泡を喰わせた。松田は持ち前の負けん気で足の皮が剥げるまで走った。また美しい夕陽が沈むシーンもこの日撮影された。
5月14日、同じ場所でロケ。籠に野菊を差して民子と政夫が歩くシーンなど。午後3時にロケ終了し、東京撮影所に戻りスタジオ撮影。撮影中のセットから『ザ・ベストテン』の生中継があり、松田が『夏の扉』を歌唱。
5月20日、利根川ロケを予定してたが、天気が良すぎて悲しい場面に合わないと急遽、スタジオ撮影に変更。初めてのスタジオセットでの撮影？。政夫が民子に手紙を渡すシーンなど。他にラッシュ試写。5月21日もスタジオ撮影。いなくなった政夫を想い出して民子が政夫の部屋で泣くシーンなど。感情の表現が難しくやっぱり涙が出ず、撮影が難航する。他の出演者が涙をダラダラ溢れさせるのに比べ、松田は泣き続けるも涙は一切出ず。花嫁行列シーンでは、俯いて目薬差しを繰り返している。
5月24日の報知新聞朝刊一面に「聖子、郷、結婚へ」という見出しの記事が掲載された。郷が松田に指輪を贈ったという内容で、その日松田はクライマックスの綿畑の収録のため、長野県松本市にいた、と書かれた文献があるが、別の文献では松本に移動したのは5月25日の夜中と記述がある。
5月26日、前日夜中に長野県松本市に移動。キャンピングカーは揺れてあまり眠れなかった。長野県北安曇郡池田町の大峰牧場でロケ。残雪を頂く北アルプスを望む大木の下で民子と政夫が弁当を食べるシーンなど。撮影は午後4時に終わり、松本市内の高砂殿で記者会見。夜、当時火曜日21時30分からの放送だった松田自身も出演した『ミュージックフェア』（フジテレビ）を観て寝る。
5月27日、映画最大の見せ場である花嫁行列のシーン。頭を高島田に結い、白塗りメイクと、白無垢の着付けを1時間半かけ、朝6時から、夜の7時まで衣装のまま。カンカン照りの暑さに苦しむ。
5月28日、民子と政夫が抱き合いながら坂をころがるシーンなど。夕方雨が降り撮影中止。夜、『ザ・ベストテン』の生中継が当地であり、松田が松本城埋橋の上で『夏の扉』を歌った。ロケスケジュールは公表していないにも関わらず、多くのファンが集まった。
ロケシーンは肉体的にもハードな撮影が続いたが、松田は歌手の仕事では味わえないファミリー的な雰囲気を喜んでいたという。ただ、松田は主演三作目の1984年『夏服のイヴ』撮影中のインタビューで『野菊の墓』の撮影を振り返り「『野菊の墓』の時は慣れないせいかとても怖くて、映画の仕事が嫌だった」と話している。

### ロケ地
- 群馬県甘楽町…メインロケ（綿畑、桑畑、峠、茄子畑、政夫の家の裏の畑、ラストの夕陽ほか）[82]。
  - 群馬県藤岡市…醤油工場の蔵（実際は酒屋で撮影）[72]。
- 埼玉県秩父…トップシーン[82]。
  - 埼玉県狭山…政夫の家の表、とうもろこし畑[82]。
  - 埼玉県大里町（現・熊谷市）…川下り[34]。
- 長野県松本市…綿畑[82]、花嫁行列[4]。
  - 長野県安曇野…大木の下で民子と政夫が弁当を食べるシーンなど[70]。

※何処でロケをしても見学者が多く、桑畑に隠れたりし、何度もNGになった。
※茄子畑は甘楽の山地に新たに開墾し茄子畑を作った。政夫の家も実物の角材などで製作。テレビドラマでは味わえない凝り方に松田も感心していたという。

### 編集
主題歌をどこかで入れないといけないという事情から、澤井が劇中で流すのが嫌で最初に入れることにした。当時の日本映画は超大作以外は、最後にタイトル・ロールが流れるものはほとんど無く、劇中で流さなければ最初に入れるしかなかった。ホリプロの堀威夫社長は、山口百恵の映画デビュー作『伊豆の踊子』製作の際、監督の西河克己に「この子は一応歌手であるが、映画の中で主題歌を歌うような場面を考えないで欲しい。きちんとした文芸作品を作って下さい」と伝えたといわれる。

### プロモーション
1981年8月3日放送の『夜のヒットスタジオ』では、松田聖子が桑原正を横に座らせて映画の主題歌「花一色〜野菊のささやき〜」を歌った。同曲は「白いパラソル」のB面。澤井がCBS・ソニーの宣伝担当に「A面で出してくれ」と頼んだら、「あのレコードは両A面です」とうまく逃げられたという。

## 興行
午後3時以降の夜の入りが極端に悪かったが、東宝の超大作『連合艦隊』（配給収入19億円）、松竹『男はつらいよ 浪花の恋の寅次郎』（配給収入13.1億円）を向こうに回しての配給収入8億円は、年間を通じ不振だった東映にあってはまずまずのヒット。東宝に比べて投資効率がよく成功といえた。

## 作品の評価

### 公開当時
- 山根貞男は「胡散臭さを百も二百も承知の上で、古典的な共通感覚の共通性をとことん信じ切っているふりをして、古典的な画面を作り上げた」と評した[90]。同時上映は真田広之主演の『吼えろ鉄拳』であったが、映画館へつめかけたファンのほとんどは、自分のお目当てのアイドルが出る映画だけ観て、もう1本の方は観ないで帰ったといわれた[90]。山根は「これは二つの映画が比較され選択されているわけではなく、あくまで松田聖子と真田広之が、比較・選択の対象になっているだけだからである。スター目当てに映画を観るという現象は、石原裕次郎の映画や寅さん映画などと現象はそっくりだとはいえ、それらの視線が同時に映画そのものにも向けられていた現象とは似て非なるもの」などと評した[90]。
- 寺脇研は「描写の細やかさで感嘆させられる。古典的な少年と少女の悲恋ものでありながら、主役の二人は、ヒーロー然、ヒロイン然として輝くことがない。役柄相応に持つべきスター性が、まるで欠けている。『政夫さんはりんどうのような人だわ』という科白が失笑しか呼ばないのは、それゆえだ。スターだったらどんな気障な科白だって似合うものだ。代わりに描写の細やかさが映画を支えている。映像、演出、傍役や小道具の使い方。スター性を欠く両主演者も、"小道具"として、上手く使われている」と評価[91]。
- 立川健二郎は「山口百恵が男性、女性に人気があったオールマイティとすれば、松田聖子の場合は女性に人気が無い。百恵との比較論であるが、企画よりも前に、人気歌手を引っ張り出し明らかにタレント優先の映画であるだけに、この差はかなり大きい。だから"ポスト百恵"というのは、おこがましい」などと評した[92]。
- 雑誌に映画記事を書いていた藤田真男は、脚本家の丸山昇一が近所に住んでいたことから、丸山を介して相米慎二監督の新婚家庭に出入りするなど親しくなり、相米監督の『セーラー服と機関銃』がクランクアップした夜、同作のスタッフと一緒に新宿東映で『野菊の墓』を観た。しばらく画面を見ていた相米は「みんな起きろ！これはいい映画だぞ」と、疲れ切って爆睡中のスタッフを叩き起こし、全員で襟を正して鑑賞した[93]。
- その他、白井佳夫や松田政男らも澤井の職人的演出を高く評価したが[94]、大勢としては黙殺されかけていた[94]。
- 1981年11月号の『話の特集』で蓮實重彦が「『野菊の墓』のフィルム的繊細さを融知するにはそれが映画だとつぶやくだけで充分である」という本作の映画評を載せると評価が高まった[95][注 6]。澤井は「蓮實さんには生涯足を向けて寝られない、心底そう思った」「この批評がなければ、次作薬師丸ひろ子の『Wの悲劇』のオファーは来なかったのではないか」などと述べている[94][96]。

## 影響
作品や澤井演出に関しては評価された『野菊の墓』に続いて、1982年の東映の正月映画に松田聖子と沖田浩之の二枚看板で映画離れ著しいヤングを呼び戻す青春路線の構想が存在したが、角川映画/キティ・フィルム提携作品『セーラー服と機関銃 』の配給が東宝から東映に変更された影響を受ける。結局、松田の正月映画は立ち消えになり、松田の2作目『プルメリアの伝説 天国のキッス』は2年後に東宝で製作された。
政夫役を演じた桑原正は本作出演の後、早稲田学院から早稲田大学に進み、卒業後俳優になりたいと澤井に相談に来たが、やめた方がいいと忠告されサラリーマンになったという。
本作の企画者・吉田達は、東映に"女性映画路線"を定着させようと、1982年に田中裕子主演『ザ・レイプ』、田中美佐子主演『ダイアモンドは傷つかない』を"女性OL路線"と名付けて二本立て公開したが成績は普通に終わり、1983年の大原麗子主演『セカンド・ラブ』の興行が振るわず。『ひとひらの雪』を企画した直後の1983年に東映ビデオに移籍となり、取締役企画部長として間もなくVシネマを発案する。

## 同時上映
『吼えろ鉄拳』
- 主演：真田広之
- 出演：志穂美悦子、千葉真一
- 監督：鈴木則文

## ネット配信
- 東映シアターオンライン（YouTube）：2023年6月2日21:00（JST） - 同年同月16日20:59（JST）